# Le Petit Chaperon rouge (film, 1901)
Pour les articles homonymes, voir Le Petit Chaperon rouge (film) et Le Petit Chaperon rouge.
Pour plus de détails, voir Fiche technique et Distribution.
Le Petit Chaperon rouge est un court métrage de Georges Méliès sorti en 1901 au début du cinéma muet.
Le film a été distribué internationalement, dans sa France natale par la Star Film Company de Méliès, en Grande-Bretagne par la Warwick Trading Company et aux États-Unis - sans autorisation ni crédit donné à Méliès - par la Edison Manufacturing Company. Le film est actuellement présumé perdu. 

## Fiche technique
- Réalisateur et producteur : Georges Méliès d'après d’œuvre de Charles Perrault
- Sociétés de production : Georges Méliès et Star Film
- Format : Muet - Noir et blanc - 1,33:1 - 35 mm
- Genre : Conte
- Date de sortie : 26 octobre 1901 aux États-Unis sous le titre : Little Red Riding Hood